# NetDirect
	NetDirect s.r.o. je ostravská softwarová společnost, která se zabývá online marketingem a tvorbou e-shopů, SaaS, portálů a webových stránek. 

## Produkty společnosti
NetDirect nabízí jednak modulové („krabicové“) řešení FastCentrik, tak vytvoření personalizovaného e-shopu takříkajíc od nuly. Společnost dodává řešení s napojením na CRM/IS/ERP systémy či API (EDI, fullfilment, platební brány, apod.). Poskytuje služby od business konceptu a personalizace, automatizace a sběru big dat až po digitální marketing.[zdroj?]

## Historie
- 2002 – Jan Svoboda se společníky zakládá společnost.[3]
- 2009 – Zástupci firmy se zúčastnili soutěže WPC09 Awards ve Washingtonu D. C., kde zvítězili ve třech kategoriích.[4]
- 2011 – Akvizice polsko-českým aukčním gigantem Allegro Group.[5]
- 2015 – Allegro Group prodává 100% podíl v NetDirect poradenské společnosti BDO Advisory.[6][7] Společnost uspořádala e-commerce konferenci SHOPEXPO.[8]
- 2016 – BDO Advisory rozděluje téměř polovinu obchodních podílů podniku mezi vrchní management.[zdroj?]
- 2019 – Daniel Lupinski, dosavadní marketingový a obchodní ředitel, se stává novým CEO společnosti.[zdroj?]